# Merete Pedersen
Merete Pedersen (30 de junho de 1973) é uma ex-futebolista dinamarquesa que atuava como atacante.

## Carreira
Merete Pedersen representou a Seleção Dinamarquesa de Futebol Feminino, nas Olimpíadas de 1996. 